# Peperomia percalvescens
Peperomia percalvescens är en pepparväxtart som beskrevs av William Trelease. Peperomia percalvescens ingår i släktet peperomior, och familjen pepparväxter. Inga underarter finns listade i Catalogue of Life.